# Olivier Rochus
Olivier Rochus es un exjugador profesional de tenis nacido el 18 de enero de 1981 en Namur, Bélgica. Es hermano del jugador Christophe Rochus.
En su palmarés posee dos títulos en sencillos y dos títulos en dobles, entre los cuales destaca su trofeo conseguido en Roland Garros junto a su compatriota Xavier Malisse, en el año 2004. Destacó además por ser el jugador de más baja estatura (1,65 m) del circuito profesional de tenistas.
En el 2010 logró una de las victorias más importantes de su carrera, al derrotar a Novak Djokovic en la segunda ronda del Masters de Miami por 6-2, 6-7(7) y 6-4. En tercera ronda perdería contra el brasileño Thomaz Bellucci.
El 1 de octubre de 2014 ponía punto final a su carrera profesional de tenis, al caer en el ATP Challenger de Mons (Bélgica) ante Gerald Melzer por 6-4, 3-6 y 3-6. Olivier dejó el tenis con 2 títulos ATP singles (Múnich y Palermo) y 2 títulos ATP dobles (Auckland y Roland Garros), sus mejores marcas en Grand Slam singles fueron octavos en: Wimbledon 2003, US Open 2004 y Roland Garros 2005.

## Torneos de Grand Slam

### Campeón Dobles (1)
| Año  | Torneo        | Pareja         | Oponentes en la final          | Resultado |
| 2004 | Roland Garros | Xavier Malisse | Michael Llodra Fabrice Santoro | 7-5 7-5   |

## Títulos (4; 2+2)

### Individuales (2)
| Leyenda                                                  |
| Grand Slam (0)                                           |
| ATP Wourld Tour Final (0)                                |
| ATP Masters 1000 (0)                                     |
| ATP World Tour 500 series (0)                            |
| ATP International Series / ATP World Tour 250 series (2) |

| N.º | Fecha                    | Torneo  | Superficie    | Oponente en la final | Resultado   |
| --- | ------------------------ | ------- | ------------- | -------------------- | ----------- |
| 1.  | 25 de septiembre de 2000 | Palermo | Tierra batida | Diego Nargiso        | 7-6(14) 6-1 |
| 2.  | 1 de mayo de 2006        | Múnich  | Tierra batida | Kristof Vliegen      | 6-4 6-2     |

### Finalista en individuales (8)
| Leyenda                                           |
| Grand Slam (0)                                    |
| ATP Wourld Tour Final (0)                         |
| ATP Masters 1000 (0)                              |
| ATP World Tour 500 (0)                            |
| ATP International Series / ATP World Tour 250 (8) |

| N.º | Fecha                    | Torneo     | Superficie | Oponente en la final | Resultado   |
| --- | ------------------------ | ---------- | ---------- | -------------------- | ----------- |
| 1.  | 11 de febrero de 2002    | Copenhague | Carpeta    | Lars Burgsmüller     | 3-6 3-6     |
| 2.  | 24 de febrero de 2003    | Copenhague | Carpeta    | Karol Kučera         | 6-7(4) 4-6  |
| 3.  | 10 de enero de 2005      | Auckland   | Dura       | Fernando González    | 4-6 2-6     |
| 4.  | 24 de septiembre de 2007 | Mumbai     | Dura       | Richard Gasquet      | 3-6 4-6     |
| 5.  | 25 de octubre de 2009    | Estocolmo  | Dura       | Marcos Baghdatis     | 1-6 5-7     |
| 6.  | 5 de julio de 2010       | Newport    | Césped     | Mardy Fish           | 7-5 3-6 4-6 |
| 7.  | 10 de julio de 2011      | Newport    | Césped     | John Isner           | 3-6 6-7(6)  |
| 8.  | 14 de enero de 2012      | Auckland   | Dura       | David Ferrer         | 3-6 4-6     |

### Clasificación en torneos del Grand Slam
| Torneo          | 2011 | 2010 | 2009 | 2008 | 2007 | 2006 | 2005 | 2004 | 2003 | 2002 | 2001 | 2000 | Títulos |
| --------------- | ---- | ---- | ---- | ---- | ---- | ---- | ---- | ---- | ---- | ---- | ---- | ---- | ------- |
| Australian Open | -    | 1r   | -    | 1r   | 2r   | 2r   | 4r   | 1r   | 2r   | 1r   | 1r   | -    | 0       |
| Roland Garros   | 1r   | 2r   | -    | 1r   | 1r   | 3r   | 2r   | 1r   | 1r   | 2r   | 3r   | -    | 0       |
| Wimbledon       | 2r   | 1r   | -    | 2r   | 1r   | 3r   | 2r   | 1r   | 4r   | 3r   | 2r   | 3r   | 0       |
| US Open         | 1r   | 1r   | 2r   | 1r   | 1r   | 3r   | 3r   | 4r   | 1r   | 1r   | 1r   | 1r   | 0       |

### Dobles (2)
| Leyenda                |
| Grand Slam (1)         |
| Tennis Masters Cup (0) |
| ATP Masters Series (0) |
| ATP Tour (1)           |

| N.º | Fecha              | Torneo        | Superficie    | Pareja         | Oponentes en la final          | Resultado  |
| --- | ------------------ | ------------- | ------------- | -------------- | ------------------------------ | ---------- |
| 1.  | 24 de mayo de 2004 | Roland Garros | Tierra batida | Xavier Malisse | Michael Llodra Fabrice Santoro | 7-5 7-5    |
| 2.  | 3 de enero de 2005 | Adelaida      | Dura          | Xavier Malisse | Simon Aspelin Todd Perry       | 7-6(5) 6-4 |

### Finalista en dobles (5)
- 2005: Kitzbuhel (junto a Christophe Rochus pierden ante Leoš Friedl y Andrei Pavel)
- 2006: Doha (junto a Christophe Rochus pierden ante Jonas Björkman y Max Mirnyi)
- 2006: Estocolmo (junto a Kristof Vliegen pierden ante Paul Hanley y Kevin Ullyett)
- 2008: Kitzbuhel (junto a Lucas Arnold Ker pierden ante James Cerretani y Victor Hanescu)
- 2010: Zagreb (junto a Arnaud Clement pierden ante Jurgen Melzer y Philipp Petzschner)

### Challengers (6)
| N.º | Fecha                    | Torneo     | Superficie    | Oponente en la final   | Resultado     |
| --- | ------------------------ | ---------- | ------------- | ---------------------- | ------------- |
| 1.  | 10 de julio de 2000      | Ostend     | Tierra batida | Johan van Herck        | 6-4 6-4       |
| 2.  | 29 de octubre de 2001    | Bolton     | Dura          | Dennis van Scheppingen | 6-4 7-6(3)    |
| 3.  | 3 de octubre de 2005     | Mons       | Carpeta       | Xavier Malisse         | 6-2 6-0       |
| 4.  | 11 de septiembre de 2006 | Orleáns    | Dura          | Michael Llodra         | 7-6(7) 7-6(6) |
| 5.  | 10 de septiembre de 2007 | Orleáns    | Dura          | Nicolas Mahut          | 6-4 6-4       |
| 6.  | 13 de julio de 2009      | Mánchester | Césped        | Igor Sijsling          | 6-3 4-6 6-2   |